# Inaba (Klan)

Wappen der Inaba

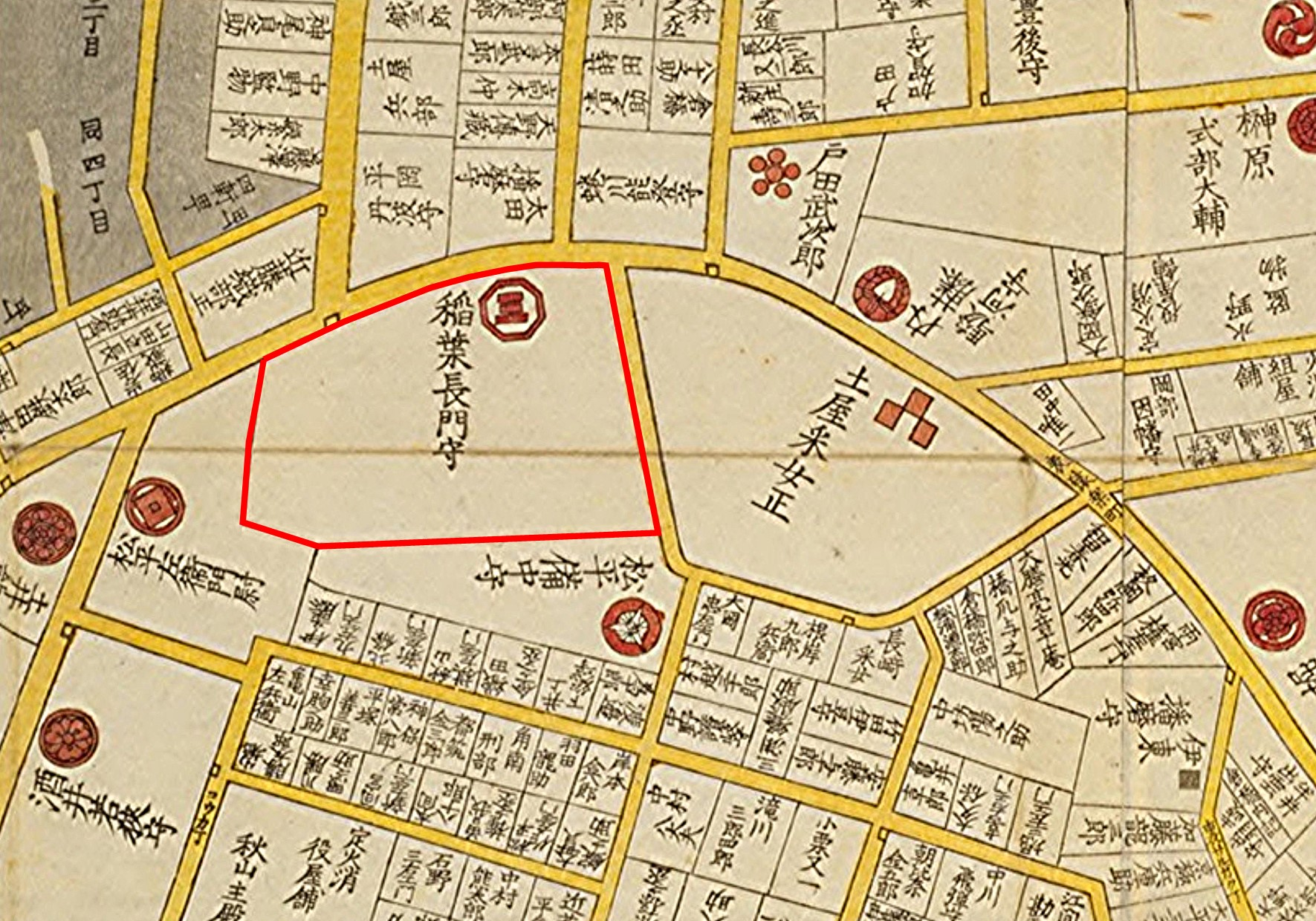
Inaba-Residenz in Edo
(Gegend Jimbō-chō)

Die Inaba (japanisch 稲葉氏, Inaba-shi)  waren eine Familie des japanischen Schwertadels (Buke), die sich von Kōno Michitaka und damit von Iyo-shinnō, einem Sohn  des Kaisers Kammu, ableitete. Mit einem Einkommen von 115.000 Koku gehörten die in Yodo (heute: Yodo-honmachi, Fushimi-ku, Kyoto) residierenden Inaba zu den größeren Fudai-Daimyō der Edo-Zeit.

## Genealogie
- Michihiro
  - Sadamichi (貞道, 1551–1606), Michihiros Sohn, erhielt 1585 das Lehen von Hachiman (Provinz Mino) mit einem Einkommen von 40.000 koku. Im Jahr 1600 wurde er auf die Burg Usuki (Bungo) mit 56.000 koku versetzt. Dort residierten er und seine Nachkommen bis 1868. Danach Vizegraf.
  - Masanari (正成, 1571–1628) diente erst Oda Nobunaga, dann Toyotomi Hideyoshi. Er nahm am Korea-Feldzug unter dem Kommando von Kobayakawa Hideaki teil. 1619 erhielt er das Lehen Itoigawa (Echigo) mit 25.000 koku. Seine Nachkommen residierten ab 1632 auf der Burg Odawara (Sagami) mit 105.000 koku, ab 1685 auf der Burg Takada (Echigo), ab 1701 auf der Burg Sakura (Shimōsa) und schließlich von 1723 bis zur Meiji-Restauration auf der Burg Yodo (Yamashiro).
    - Masamichi (正往/正通, 1640–1716).
      - Masatomo (正知, 1685–1729) führte die Hauptlinie in Yodo weiter. Letzter Daimyō war
        - Masakuni (正邦, 1834–1898). Die Familie führten den Ehrentitel Nagato no kami, nach 1868 den Titel Vizegraf.

      - Masaaki (正明, 1723–1793) begründete eine Nebenlinie, die 1781 mit Aufstockung auf 10.000 koku Daimyō-Rang erhielt und 1783 in Tateyama (Awa) am Ort der verfallenen Burg ein Festes Haus (jinya) errichtete. Nach 1868 Vizegraf.